# Pinoxaden
Le pinoxaden (PXD ou Pxd) est un composé organique de formule C23H32N2O4 qui appartient au groupe des phénylpyrazolines.
C'est la substance active d'un pesticide, produite par Syngenta (Syngenta Crop Protection AG) et qui présente un effet herbicide.
Il est vendu sous plusieurs noms de marque (par exemple : Traxos Pratic, Trombe), éventuellement associé à une sulfonylurée pour lutter contre certaines plantes non désirées dans les cultures de céréales d'hiver et de printemps (ex :  vulpin ou ray-grass dans un champ de blé)

## Mode de production
De manière grossièremement résumée, le pinoxaden est obtenu par condensation thermique d'une hydrazine cyclique et d'un arylmalonamide, ou par condensation de 2-6-diéthyl-4-méthylphénylacétique tert-butylanhydride, d'hydrazine, et de diéthylène glycol.

## Caractéristiques
Le pinoxaden pur est un gaz inodore ou un solide blanc. Comme produit technique, il se présente sous la forme d'un liquide jaune-orangé à odeur de thymol.

## Évaluation pour la mise sur le marché
En 2004, Syngenta a lancé une procédure d'évaluation européenne ; en 2005 un dossier complet était déposé auprès de la Commission européenne.
Un travail initial d'évaluation des risques a alors été effectué par l'autorité compétente (en l’occurrence le Royaume-Uni, qui était rapporteur pour cette substance active dans le cadre d'évaluation préalable au processus d'autorisation de mise sur le marché).
Un examen par les pairs a été lancé le 12 juillet 2006 (examen obligatoire en Europe).
À la suite de cet examen et après avoir demandé et obtenu (en 2012) des informations complémentaires, l'Autorité européenne de sécurité des aliments (EFSA), a notifié en 2013 que des informations requises par le cadre réglementaire étaient manquantes (concernant l'identité et les propriétés physiques, chimiques et techniques du produit, et sur les méthodes d'analyse de certains métabolites libres et conjugués dans divers types de matrices ou milieu).
L'agence pointe aussi un problème critique à propos de la contamination potentielle des eaux souterraines par les métabolites pertinents au-dessus de la limite paramétrique de 0,1 ug/l.
L'EFSA a par contre estimé que les renseignements concernant la toxicologie des mammifères, les résidus, ou l'écotoxicologie du produit étaient suffisants.
Ce produit avait déjà en fait reçu des autorisations provisoires dans certains pays européens (Allemagne,Suisse),.

## Mécanisme d’action
Cet herbicide fait partie d’un groupe de pesticides qui inhibent l'ACCase, mécanisme le plus utilisé par les désherbants dans le monde depuis les années 2000 (avec plusieurs autres nouvelles matières actives récemment apparues,, dont par exemple le pyroxsulame).

## Risques d'apparition de souches végétales résistantes
Localement, « l'emploi systématique d'herbicides inhibiteurs de l'ACCase, puis d'inhibiteurs de l'ALS, a sélectionné des plants de vulpin résistants à la plupart des substances ayant ces modes d'action (fénoxaprop, clodinafop, pinoxaden, quizalofop, iodosulfuron + mésosulfuron et pyroxsulame) ».